# Erzbistum Tororo
Das Erzbistum Tororo (lat.: Archidioecesis Tororoensis) ist ein römisch-katholisches Erzbistum mit Sitz in Mbale im Osten Ugandas.

## Geschichte
Vorläufer der heutigen Diözese ist das 1894 durch Papst Leo XIII. gegründete Apostolische Vikariat Nilo Superiore, einer Ausgründung aus dem Vikariat Victoria-Nyanza. 1951 erfolgte die Umfirmierung in das Ap. Vikariat Tororo und am 25. März 1953 die Erhebung zum Bistum durch Papst Pius XII. Papst Johannes Paul II. errichtete 1999 das Erzbistum Tororo.
Dem Erzbistum unterstellt sind die Suffraganbistümer Jinja, Kotido, Moroto und Soroti.

## Ordinarien
- Henry Hanlon MHM (1894–1911)
- Johannes Biermans MHM (1912–1925)
- John William Campling MHM (1925–1938)
- John Reesinck MHM (1938–1951)
- John Francis Greif MHM (1951–1968)
- James Odongo (1968–2007)
- Denis Kiwanuka Lote (2007–2014)
- Emmanuel Obbo AJ (seit 2014)